# Brotheas cristinae
Espèce
Brotheas cristinae est une espèce de scorpions de la famille des Chactidae.

## Distribution
Cette espèce est endémique du Guyana. Elle se rencontre vers Isherton.

## Description
La femelle holotype mesure 65,0 mm.

## Étymologie
Cette espèce est nommée en l'honneur de Cristina Anne Rheims.

## Publication originale
- Lourenço, 2007 : A new species of Brotheas C. L. Koch, 1837 (Scorpiones, Chactidae) from Guyana. Entomologische Mitteilungen aus dem Zoologischen Museum Hamburg, vol. 14, no 177, p. 407-413 (texte intégral).